# Italo Breviglieri
Italo Breviglieri (Nonantola, 27 febbraio 1904 – Modena, 16 dicembre 1975) è stato un calciatore italiano, di ruolo ala.

## Carriera
Ha esordito in Serie A con la maglia del Livorno il 5 gennaio 1930 in Cremonese-Livorno (1-2).

## Palmarès
- Campionato italiano: 1

Torino: 1927-1928